# رواق لوور

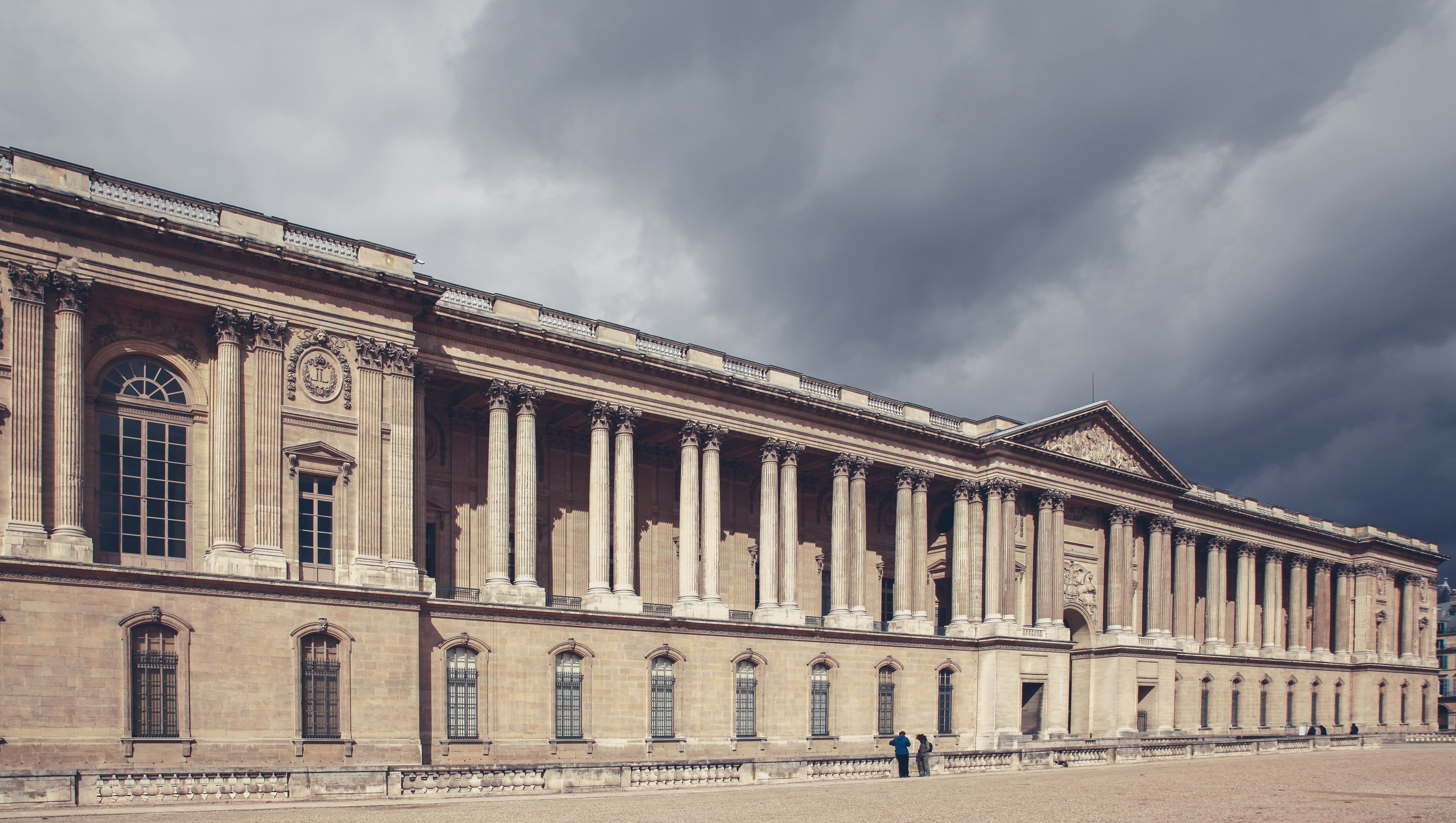
رواق لوور.

رَواق لوور (فرانسوی: Louvre Colonnade‎ شرقی‌ترین نمای کاخ لوور در پاریس است. این بنا از زمان ساختش که عمدتاً بین ۱۶۶۷ تا ۱۶۷۴ صورت گرفت، به عنوان برترین شاهکار معماری کلاسیک فرانسوی شناخته‌شده‌است. این طرح که با دو پیشخان ستون‌دار به صورت سایه‌گذارهایی با نعل‌پایه با ستون‌های دوتایی در شیوه بلندستون غالب شده، توسط کمیته‌ای سه نفره به نام «شورای کوچک»، متشکل از لوئی لو وو، شارل لو برن و کلود پرو خلق شد. فرانسوا لو وو، برادر لوئی لو وو، نیز مشارکت داشت. این بنا با شیوه‌ای کلاسیک و معتدل باروک ساخته‌شده و قوانین تعیین‌شده توسط ویترویوس، معمار روم باستان، را مورد توجه قرار می‌دهد، که آثارش توسط پرو به فرانسوی ترجمه شده بودند (۱۶۷۳). طراحی سقف مسطح آن که پیش از این در ایتالیا رایج بود و سابقه ای در فرانسه نداشت، تأثیر بسیار زیادی داشت.

## شرح
نشانی چندانی از سبک باروک در کلاسیسیسم با وقار این رواق دیده نمی‌شود؛ نگاهی به گذشته و رجعتی به قرن شانزدهم محسوب می‌شود. استفاده از یک غرفه مرکزی و دو غرفه انتهایی شیوه ای معمولاً فرانسوی است، در حالی که ورودی اصلی، یعنی یک پیش‌آمدگی سنتوری شده، شبیه طاق نصرت یا نمای پرستشگاه است. مشخصه ساده زیرزمین همکف، ستون‌های دوتایی به شیوه کورینتی را جلوه می‌دهد که دقیقاً بر اساس شیوه ویترویوس ساخته شده‌اند و بر روی یک حفره نیمه‌تاریک قرار گرفته‌اند. این طرح ستون‌های دوتایی بر روی سکویی مرتفع تا به دوناتو برامانته و خانه رافائل (۱۵۱۲) او برمی‌گردد. تأثیرگذاری رواق را به معبد رومی تشبیه کرده‌اند که نماهای آن به صورت مسطح درآمده اند. وجود نرده ایتالیایی بر روی سقف مسطحِ کاملاً غیر فرانسوی، نقطه عزیمتِ تحول آفرینی در معماری فرانسه محسوب می‌شود.

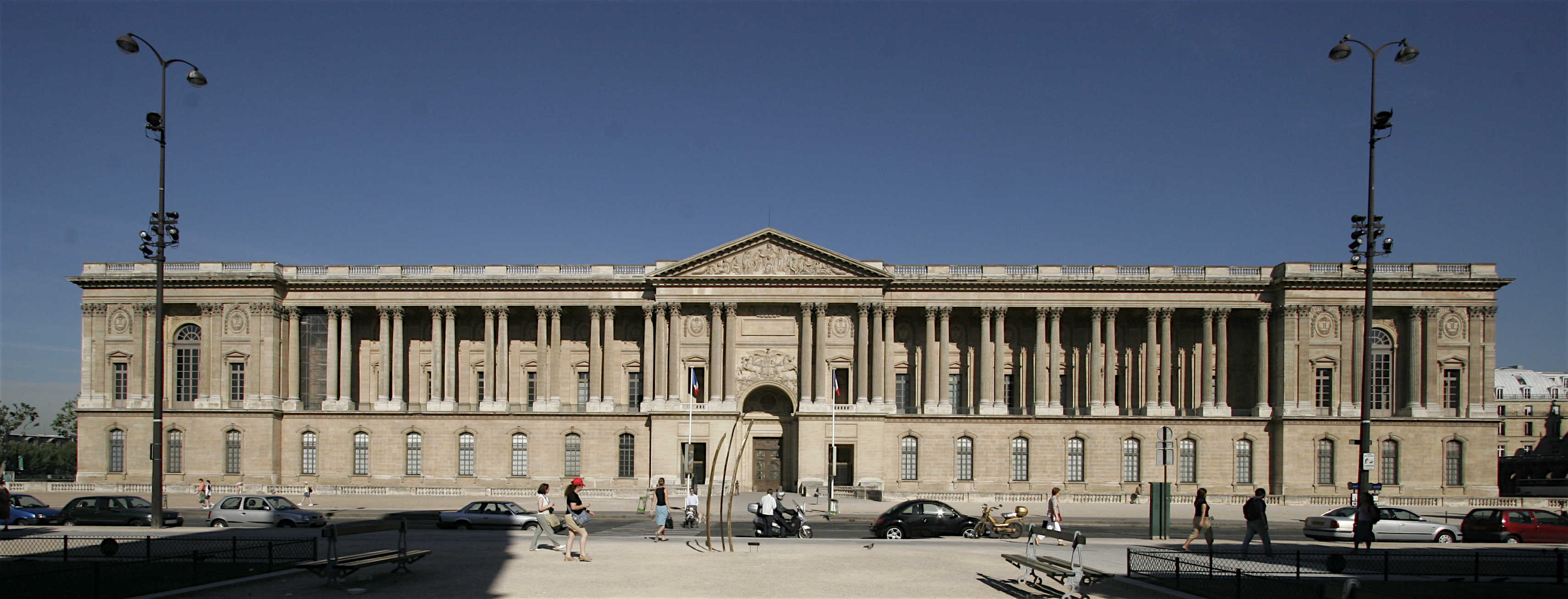
نمای شرقی به طول ۱۸۳ متر[۵]  در سال ۲۰۰۵

## تاریخچه طراحی
لویی لووو، معمار اول پادشاه در زمان مرگ ژول مازارن در سال ۱۶۶۱، کار ساخت بال جنوبی حیاط مربع کاخ لوور را در سال ۱۶۶۳ به پایان رساند. او از حدود سال ۱۶۵۹ طراحی بال شرقی را شروع کرده بود و تا اواخر سال ۱۶۶۳ شروع کار برای پی‌ریزی آن آغاز شده بود.
در تاریخ اول ژانویه ۱۶۶۴، ژان-باتیست کولبر، سمت نظارت ساختمان‌های سلطنتی را از آنتوان دو راتابون خریداری کرد و ناگهان دستور توقف تمامی کارهای بال شرقی را صادر کرد. او از سایر معماران فرانسوی خواست تا طرح‌هایی ارائه دهند، در واقع نوعی رقابت برگزار کرد. بعدها این دعوت را به چهار معمار اهل رم، از جمله پیترو دا کورتونا و جیان لورنزو برنینی، نیز گسترش داد و طرح‌های لو وو را به آنها فرستاد. از میان پروژه‌های فرانسوی که در آن زمان ارسال شده بود، دو مورد از اهمیت ویژه‌ای برخوردار بودند: یکی (از دست رفته) که به صورت ناشناس توسط کلود پرو، پزشک و دانشمند، ارائه شد و دیگری توسط فرانسوا لو وو، برادر کوچکتر لویی لو وو، که او نیز یک معمار برجسته بود.
با این وجود، کولبر بر اساس دو پروژه مقدماتی برنینی را انتخاب کرد و او را به پاریس دعوت کرد تا طرح‌های خود را بیشتر بازبینی کند و آنها را تکمیل نماید. برنینی در ژوئن ۱۶۶۵ وارد پاریس شد و تا اواخر اکتبر همان سال در این شهر ماند. او در طول اقامت خود یک سردیس لوئی چهاردهم (برنینی) ساخت که هم‌اکنون در تالار دیانا در کاخ ورسای قرار دارد. طرح برنینی برای لوور بسیار ایتالیایی و بلندپروازانه بود و به جای فقط بال شرقی، کل ساختمان را در بر می‌گرفت. سنگ بنای پی ریزی در طی مراسمی باشکوه با حضور پادشاه و چند روز قبل از ترک برنینی با مقصد رم، گذاشته شد.

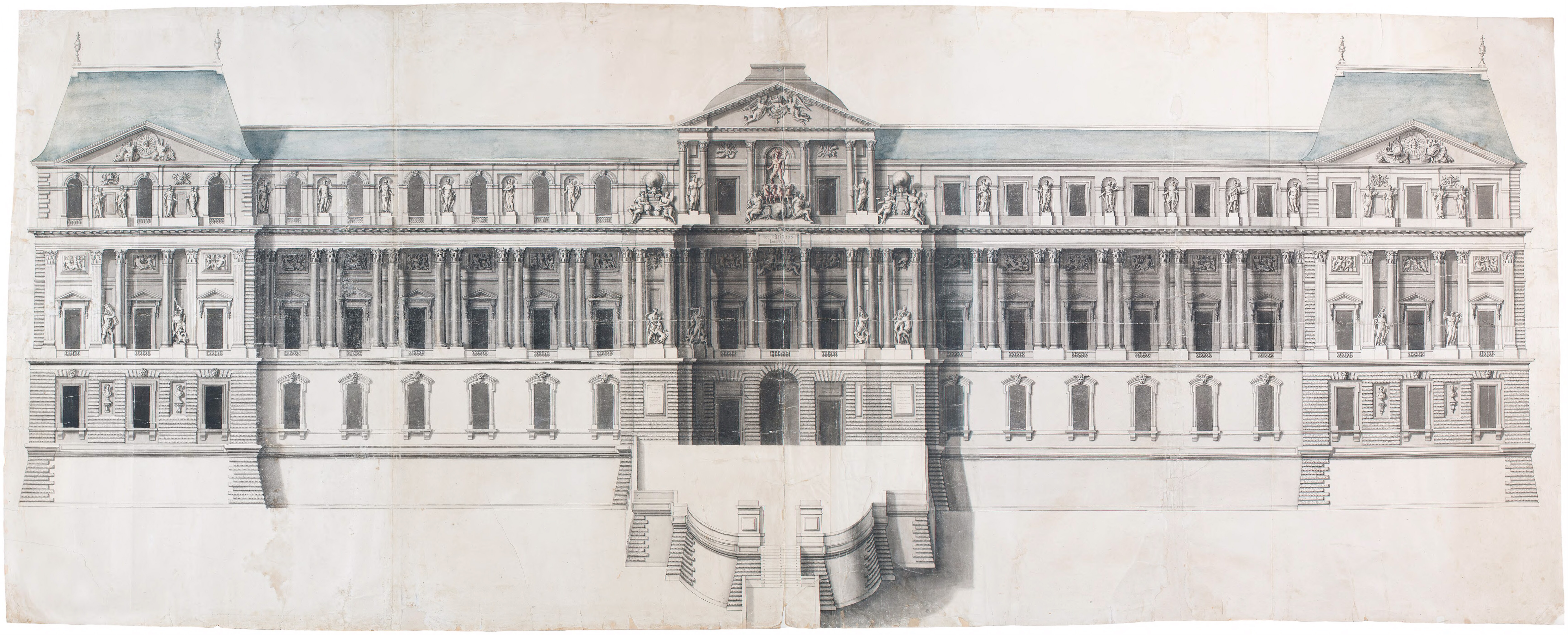
طرح فرانسوا لو وو ، که ممکن است مربوط به پیشنهاد او در ۱۶۶۴ باشد
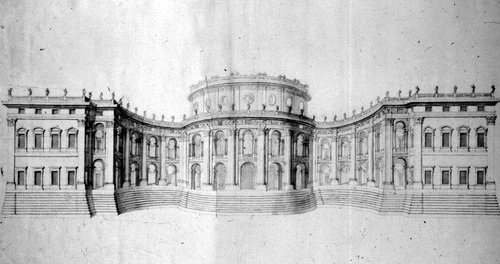
اولین پروژه برنینی (۱۶۶۴)، طرح، لوور
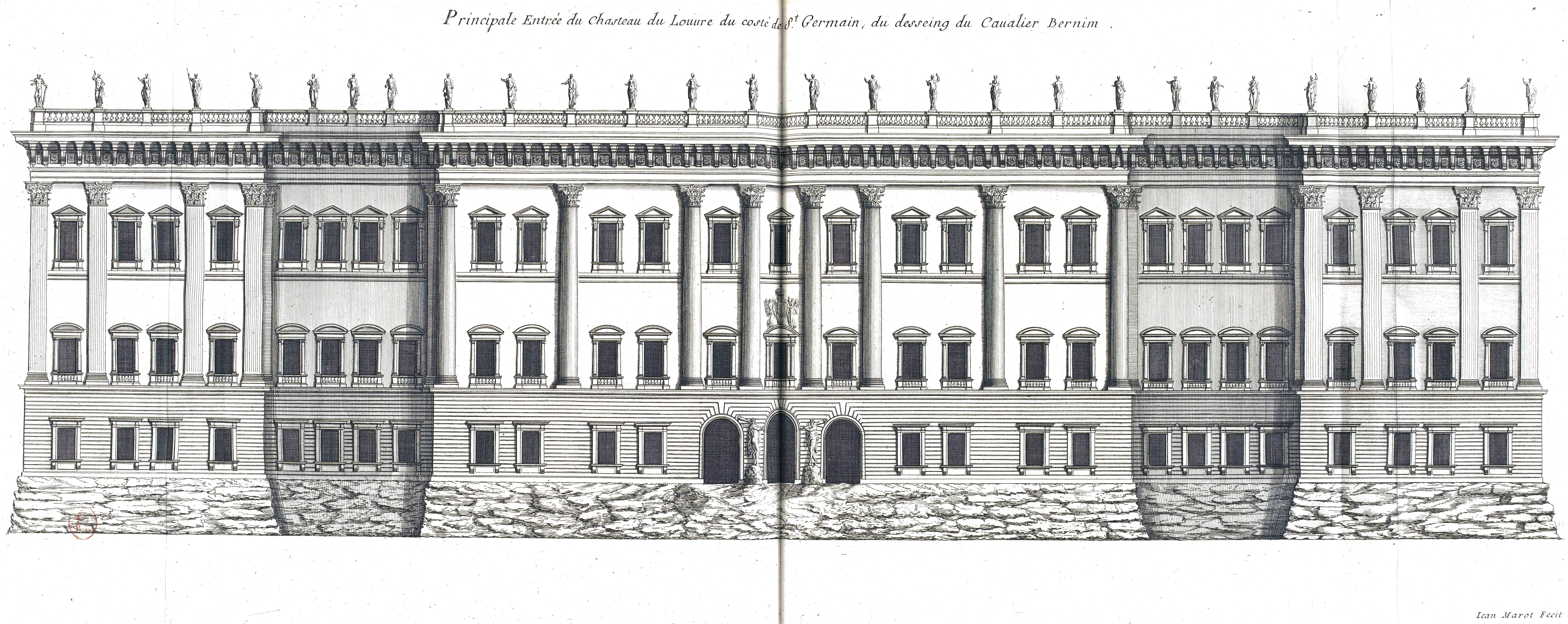
سومین پروژه برنینی (۱۶۶۵)، حکاکی ژان مارو Jean Marot

طرح‌های برنینی مورد رضایت معماران فرانسوی قرار نگرفت. آنها اعتراض کردند و در نهایت موفق شدند. در آوریل ۱۶۶۷، کولبر، با موافقت پادشاه، لویی لو وو، شارل لو برن و کلود پرو را به عضویت کمیته‌ای به نام «خرد شورا» (Petit Conseil) منصوب کرد تا طرح‌های جدیدی را آماده کنند. شارل پرو، برادر کوچکتر کلود پرو و دستیار اصلی کولبر، به عنوان دبیر کمیته عمل کرد و احتمالاً "ثبت وقایع روزانه" ("Registre ou Journal des déliberations...") را نوشت که فعالیت‌های کمیته را در آوریل و مه ۱۶۶۷ ثبت می‌کند. این سند با توصیفی از نارضایتی کولبر از پروژه‌های فرانسوی و ایتالیایی و تصمیم او برای ایجاد یک کمیته «برای همفکری و تبادل نظر» آغاز می‌شود. لو وو، لو برن و پرو موظف شدند «با اتفاق نظر و به طور مشترک روی تمام طرح‌های ساخت کاخ دو لوور کار کنند، تا تمامی طرح‌ها به طور برابر اثر این سه نفر در نظر گرفته شوند. برای حفظ همکاری، هیچ یک نباید مدعی شود که به تنهایی و با ایجاد خدشه در کار دیگران، طراح یک پروژه خاص بوده‌است.»
بعد از چند جلسه، شورای کوچک دو طرح را ترسیم کرد و طبق «ثبت وقایع»، «یکی دارای ستون‌های منظم تشکیل دهنده یک رواق یا گالری در بالای طبقه اول [یعنی طبقه همکف]، و دیگری ساده تر و یکدست تر و بدون ستون‌ها [در بالای طبقه همکف] بود». معماران هر طرح مشخص نشدند. در تاریخ ۱۴ مه، در قصر سلطنتی سن ژرمن-آن-له (Château de Saint-Germain-en-Laye), دو نقاشی از پیشنهادات به لویی چهاردهم نشان داده شد، که او طرح دارای رده‌ی ستون‌ها (رواق) را انتخاب کرد. در ژوئیه ۱۶۶۷ کولبر سرانجام به برنینی اطلاع داد که طرح‌های او کنار گذاشته شدند. کار روی نمای جدید در همان تابستان آغاز شد و بخش اعظمی از آن تا سال ۱۶۷۴ کامل شد، زمانی که سنگ‌های سرستون مرکزی در جای خود نصب شدند.

## هویت طراح
هویت طراح رواق همواره مورد مناقشه بوده‌است. ممکن است طرح ستون‌های رواق کار لو وو بوده باشد، احتمالاً بر اساس طرحی از برادرش فرانسوا در سال ۱۶۶۴، که در آن از ستون‌های دوتایی و آزاد استفاده شده بود. تغییر در دستور ستون‌ها از شیوه آمیخته به شیوه کورینتی ممکن است به دلیل تأثیر رولان فره‌آر دو شامبره باشد، که در سال ۱۶۶۸ برای عضویت در شورای کوچک به پاریس فراخوانده شد. در همان سال تصمیمی بر دو برابر کردن عرض بال جنوبی گرفته شد. این امر منجر به گسترش و طراحی مجدد هر دو پاویون جنوبی و شمالی نمای شرقی شد. پرو احتمالاً در سال ۱۶۶۸ به عنوان طراح اصلی معرفی شد و مسئول طراحی نهایی بود.
نمای بیرونی و ستون‌های رواق، که مشرف به میدان دو لوور هستند و ساختمان‌هایی از جمله هتل دو پتی-بوربون برای ایجاد فضای شهری لازم تخریب شدند، به شهرت زیادی دست یافتند.
مجسمه‌های سرستون «مینروا احاطه شده توسط موزهای پیروزی که نیم‌تنه ناپلئون را تاج‌گذاری می‌کنند» اثر فرانسوا-فردریک لموت (۱۸۱۰–۱۸۰۸) است. بعدها مجسمه ناپلئون با مجسمه لویی چهاردهم جایگزین شد، گرچه صورت آن مجسمه حفظ شد.

حکاکی نمای شرقی از کتاب "معماری فرانسوی"  ( Architecture françoise)  توسط ژاک-فرانسوا بلوندل، ۱۷۵۶

## فضای داخلی
بین سال‌های ۱۸۰۷ و ۱۸۱۱، پرسیه و فونتن، در دو انتهای جنوبی و شمالی بال (پشت ستون رواق‌ها) پلکان‌هایی باشکوه خلق کردند و مجموعه‌ای از اتاق‌های مجلل را بین این دو پلکان در طبقه اول طراحی کردند. مجسمه‌های معماری پلکان جنوبی (Escalier du Midi) در اوایل دهه ۱۸۱۰ توسط فرانسوا ژرار، آگوست ماری تونه، آگوستین فلیکس فورتین و شارل آنتوان کالمار خلق شدند.

## حفاری خندق

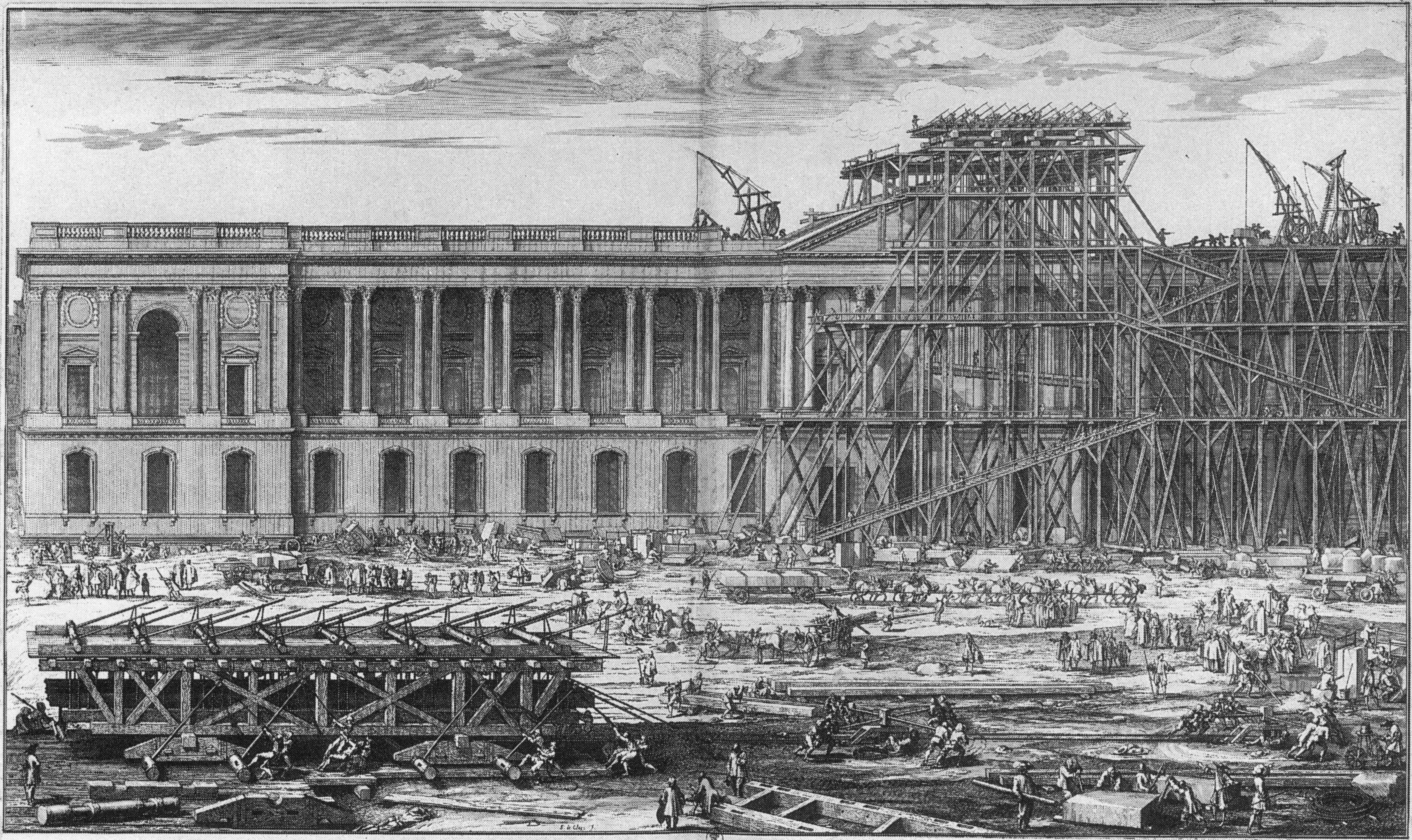
The lifting of the Louvre pediment stones, 1674, engraving by سباستین لوکلر

در سال ۱۹۶۴، وزارت فرهنگ فرانسه به دستور آندره مالرو، حفاری خندق خشک جلوی رواق را آغاز کرد. خندق، که از ویژگی‌های معماری پیش از کلاسیک فرانسه است، در تقریباً تمام طرح‌ها و نقاشی‌های اولیه نمای شرقی نشان داده شده‌است. حفاری مجدد آن، سکوی اصلی یا «سُباسمان» (soubassement) را آشکار کرد (نگاه کنید به حکاکی از کتاب بلوندل).
احتمالاً برای تسهیل ساخت و ساز، خندق در حدود سال ۱۶۷۴ پر شده بود (نگاه کنید به حکاکی اثر سباستین لوکلر) و به دلیل کمبود بودجه برای ساخت «کنترسکارپ» (contrescarpe) پس از اینکه توجه لویی چهاردهم به کاخ ورسای معطوف شد، بازسازی نشد. با این حال، در سال ۱۹۸۱، ژرمن بازین استدلال کرد که بازسازی خندق گمراه کننده بوده‌است، زیرا لویی چهاردهم به دلایل زیبایی‌شناسی هرگز خواهان آن نبوده‌است.

## تأثیر
رواق به مدت چندین قرن به عنوان الگویی برای بسیاری از بناهای باشکوه در اروپا و آمریکا بوده‌است:
- در پاریس، ساختمان‌های آنژ-ژاک گابریل در میدان کنکورد (۱۷۵۵–۱۷۷۵) و نمای اصلی کاخ گارنیه اثر شارل گارنیه (۱۸۶۰–۱۸۷۵)
- قسمت مرکزی نمای شرقی و غربی کاخ کنگره آمریکا (۱۷۹۲–۱۸۱۱) در واشینگتن، دی.سی.
- کتابخانه راچیسکی (۱۸۲۲–۱۸۲۸) در پوزنان
- موزه متروپولیتن هنر (۱۸۷۴) در نیویورک
- ایستگاه پنسیلوانیا (۱۹۱۰–۱۹۶۳) در شهر نیویورک
- تالار اپرای یادبود جنگ (۱۹۳۲)، سانفرانسیسکو، کالیفرنیا، ایالات متحده آمریکا